# 2005年太平洋颱風季
| 太平洋颱風季             |
| 主題頁 - 專題 - 編輯指南 |

2005年太平洋颱風季泛指在2005年全年內的任何時間，於赤道以北及國際換日線以西的太平洋水域，以及南中國海所產生的熱帶氣旋。雖然有關方面並沒有設下本颱風季的指定期限，但大部份於西北太平洋的熱帶氣旋通常都會於五月至十二月期間形成。
本條目的範圍僅侷限於赤道以北及國際換日線以西的太平洋及南海的水域。於赤道以北及國際換日線以東的太平洋水域產生的風暴則被稱為颶風，並被列入2005年太平洋颶風季。在西太平洋產生的熱帶風暴是由日本東京颱風中心命名，國際編號為05xx，而美國聯合颱風警報中心會把在該地區的熱帶低氣壓的編號以W字母作結。
凡進入或產生於菲律賓風暴責任範圍以內的熱帶低氣壓，菲律賓大氣地理天文部門（英語：PAGASA）都會為它們訂立一個菲律賓名稱，作當地警報用途；此外，由於中国内地同港澳採用同一翻譯名，而台灣地区之翻譯名字可能有所不同，因此同一個風暴可能會有2個不同的中文名字，及有時候會有兩個不同的英文名稱（國際名字及菲律賓名字）。
以下各熱帶氣旋資訊以熱帶氣旋存在期間的最強形態為準。

## 已被國際命名的熱帶氣旋

### 強烈熱帶風暴玫瑰（Kulap）
熱帶低氣壓玫瑰於1月14日在關島東南偏南約850公里的西北太平洋上形成，並向北移動。次日它增強為一熱帶風暴，並於1月16日橫越關島以東海面後，轉向東北移動。1月18日，玫瑰進一步增強為一強烈熱帶風暴。玫瑰在翌日清晨減弱為一熱帶風暴，隨後在西北太平洋上變成一個低壓區。

### 強烈熱帶風暴洛克（Roke）
PAGASA:Auring
3月13日在關島以南約590公里的西北太平洋上發展成為一熱帶低氣壓，並向西北偏西移動。3月15日，洛克轉向西推進，翌日它增強成為一個強烈熱帶風暴。洛克於3月17日於菲律賓東薩馬省麥克阿瑟將軍城登陸，並逐漸減弱，次日在南海上消散。
在洛克的吹襲下，菲律賓最少有八人死亡，一人失蹤。另外，一艘渡輪和一艘漁船翻沉。

### 颱風桑卡（Sonca）
PAGASA:Bising
4月22日在雅蒲島西北約340公里的西北太平洋上發展成為一熱帶低氣壓，並向西移動。次日，它變成一個熱帶風暴，然後向西北推進。桑卡於4月24日迅速增強成為一個颱風，翌日轉向東北移動。4月27日，桑卡掠過硫黃島以北海域，隨後變成溫帶氣旋。

### 颱風納沙（Nesat）
PAGASA:Dante
5月31日在關島東南偏南約430公里處形成為一個熱帶低氣壓。它向西北偏西移動，並於6月2日清晨增強為一颱風。納沙翌日開始採取西北路徑，然後在6月5日轉向東北推進。納沙於6月9日在日本以南海域逐漸減弱。它於兩日後在太平洋上變成溫帶氣旋。

### 颱風海棠（Haitang）
PAGASA:Feria
7月11日於硫黃島以東約1170公里處發展成為一個熱帶低氣壓。它大致向西南偏西移動，並於7月14日在馬里安納群島以北海域增強成為一個颱風。次日，海棠轉向西北偏西移動。7月18日上午海棠在台灣花蓮縣沿海逆時針打轉一圈後，於下午14時50分在宜蘭縣蘇澳鎮東澳溪登陸。7月19日，海棠橫越台灣海峽，當晚在福建省福州市連江縣筱埕鎮沿岸登陸，並減弱成強烈熱帶風暴。翌日，海棠進一步移入內陸並且消散。
海棠吹襲台灣期間，共導致六人死亡，30人受傷，一人失蹤，超過一百萬戶的用電中斷，經濟損失超過四億五千萬新台幣。在福建及浙江，海棠最少造成三人死亡，另外超過一百萬人需要疏散。

### 熱帶風暴尼格（Nalgae）
一個熱帶低氣壓在7月20日於威克島西北偏北約610公里的太平洋上形成，並向西北移動。同日尼格增強為一熱帶風暴。7月22日尼格轉向大致東北路徑移動，7月24日在太平洋上消散。

### 強烈熱帶風暴榕樹（Banyan）
7月21日，在雅蒲島以北約480公里的太平洋上發展成一個熱帶低氣壓，並向北移動。榕樹於7月23日達到強烈熱帶風暴強度。7月26日，榕樹轉向東北推進，下午7時於日本千葉縣鴨川市登陸，晚上掠過日本本州東南沿岸。榕樹在7月28日變成溫帶氣旋。
受到榕樹的影響，日本有超過43班航機被取消。

### 熱帶風暴天鷹（Washi）
7月28日於東沙之西南約320公里的南海上發展成為一個熱帶低氣壓，並向西北偏西推進。7月29日天鷹增強成為一個熱帶風暴，次日於海南省瓊海市博鰲鎮。它於7月31日在越南南定省膠水縣沿岸登陸，翌日清晨在老撾北部消散。

#### 香港
天鷹引致長洲吹強風，但香港天文台以風暴正逐漸遠離為由未有發出任何信號，而只以新聞發佈形式提醒市民提防離岸會有風浪，事件再次引起警告系統未能照顧全港市民的爭議。次年，林超英宣佈由該年起，「影響香港」一詞將包含「香港境內海域吹強風」的意義，他解釋：「在將來的運作中，主要的分別是熱帶氣旋襲港後期三號強風信號取消之後將大多數繼之以一號戒備信號，用以提醒大家要提防周邊海域的強風。」此後出現類似情況的2016年熱帶風暴電母及2021年颱風查帕卡，天文台發出一號信號，隨後更改發三號信號。
由2006年起，天文台在熱帶氣旋在香港遠處掠過或長遠並非繼續接近香港，但離岸吹強風的情況下會考慮發出一號信號（如2009年颱風凱薩娜，在香港西南偏南720公里掠過，發出一號信號），以及在取消三號強風信號時，如離岸仍受強風影響，則改發一號信號而非直接取消所有熱帶氣旋警告信號。（主要看熱帶氣旋是不是仍有威脅及離岸是否仍然持續吹強風）），在這之前其實亦有例子（颱風林茵及颱風丹尼分別急劇減弱和急轉彎遠離，令天文台由三號信號改發一號信號）；不過天文台在某些情況仍然不會改發一號信號，而直接取消所有熱帶氣旋警告信號。在某些情況亦會發出強烈季候風信號取代，主要原因是離開熱帶氣旋環流而受季候風影響較顯著（特別是秋季），熱帶氣旋減弱為低壓區，但亦有高速遠離等其他原因。

#### 澳門
當地最高熱帶氣旋警告信號：  一號風球

### 颱風麥莎（Matsa）
PAGASA:Gorio
熱帶低氣壓麥莎在7月31日於雅蒲島西北約260公里的太平洋上形成，並向西北移動。8月2日，麥莎增強成為一個颱風。隨後兩天，它橫過台灣以東海域。8月4日下午7時，麥莎於石垣島登陸。麥莎於8月6日在浙江省台州市玉環縣沙門鎮登陸，8月8日在山東省消散。
與麥莎相關的豪雨，在台灣引發多處山泥傾瀉和水浸，導致七人受傷，另有兩人失蹤，農業損失約為四千萬新台幣。麥莎吹襲中國東部期間，最少造成八人死亡，經濟損失超過60億人民幣。

### 強烈熱帶風暴珊瑚（Sanvu）
PAGASA:Huaning
8月10日於馬尼拉以東約990公里處發展成為一個熱帶低氣壓，並向西北偏西移動。珊瑚橫越呂宋海峽後，於8月12日晚上在南海北部增強成為一強烈熱帶風暴，次日在廣東省汕頭市潮陽區海門鎮附近登陸，隨後減弱為熱帶風暴。珊瑚於8月14日進一步減弱，並在內陸消散。

### 強烈熱帶風暴古超（Guchol）
8月21日，在硫黃島東南偏東約880公里處發展成一個熱帶低氣壓，並向西北偏北移動。翌日它增強為一強烈熱帶風暴。古超於8月23日轉向東北推進，於8月25日在太平洋上變成溫帶氣旋。

### 颱風泰利（Talim）
PAGASA:Isang
8月26日於關島西南偏南約150公里的太平洋上發展成一個熱帶低氣壓。它大致向西北移動並增強，於8月28日達到颱風強度。隨後，泰利轉向西北偏西推進，並於9月1日2時於台灣花蓮縣花蓮市南方附近登陸並橫過台灣。同日下午，泰利在福建省福州市福清市沙埔鎮登陸後，進一步移入內陸，翌日減弱為一低壓區。
受到泰利吹襲，台灣最少有七人死亡，200人受傷，農業損失約為12億新台幣。泰利在中國多省造成嚴重災害，導致96人死亡，約30人失蹤，經濟損失超過120億人民幣。

### 颱風彩蝶（Nabi）
PAGASA:Jolina
一個熱帶低氣壓在8月29日於關島以東約940公里處形成，並向西移動。它於8月31日清晨增強成為一個颱風，同日橫過馬里亞納群島。隨後數天，它大致趨向九州。9月6日中午12時，彩蝶於日本熊本縣天草市登陸。下午1時，彩蝶於日本長崎縣諫早市登陸，並轉向東北移動。次日它在日本海減弱為強烈熱帶風暴。9月8日上午3時半，彩蝶於日本北海道天鹽郡遠別町登陸。同日早上橫越北海道後變成溫帶氣旋。
彩蝶肆虐日本期間，導致21人死亡及149人受傷，另六人失蹤，損毀近2000間房屋，約270000用戶的電力中斷。

### 颱風卡努（Khanun）
PAGASA:Kiko
9月6日於雅蒲島以北約100公里處發展成一個熱帶低氣壓。它大致向西北移動並增強，於9月9日達到颱風強度。卡努於9月11日在浙江省台州市路橋區金清鎮登陸，次日橫過江蘇省，最終於9月13日清晨在黃海轉化為温帶氣旋。
受到卡努影響，華東最少有14人死亡，另九人失蹤。

### 熱帶風暴韋森特（Vicente）
9月16日在南沙島西北約80公里的南海上發展成為一個熱帶低氣壓，並大致向北移動。在該日傍晚韋森特增強成為熱帶風暴。它於9月17日轉向西北偏西推進，次日在越南廣平省廣澤縣登陸。韋森特於9月19日在泰國清萊府清萊府直轄縣變為一個低壓區。

### 颱風蘇拉（Saola）
一個熱帶低氣壓在9月20日於硫黃島東南偏東約1120公里處形成，並向西北偏西移動。它於9月22日增強為一颱風，並橫越硫黃島及小笠原群島之間海面。9月24日，蘇拉在日本以南的太平洋上轉向東北移動。兩日後它在日本以東海面減弱為一強烈熱帶風暴，接著變成溫帶氣旋。

### 颱風達維（Damrey）
PAGASA:Labuyo
9月21日清晨於碧瑤東北偏東約310公里的太平洋上發展成為一個熱帶低氣壓，並向西北移動。同日早上它增強為一熱帶風暴，然後掠過卡加延省聖安娜。次日達維於南海轉向偏西路徑移動，大致趨向海南島。它在橫過南海北部期間，逐漸增強成為一個颱風。達維於9月26日於海南省萬寧市山根鎮登陸，翌日在越南清化省廣昌縣登陸。達維最終於9月28日在緬甸消散。

### 颱風龍王（Longwang）
PAGASA:Maring
一個熱帶低氣壓在9月26日於硫黃島之南南東方約620公里處形成。它大致向西北偏西移動，並於9月27日達到2級颱風強度，同日再增強為3級颱風。翌日6時UTC，這風暴繼續增強為4級颱風。隨後龍王於台灣時間（UTC+8）10月2日清晨5時10分於台灣花蓮縣豐濱鄉登陸，10時在彰化縣濁水溪口附近出海進入臺灣海峽。同日晚上在由福建省泉州市南安市石井鎮附近登陸，翌日在內陸消散。
龍王橫過台灣，造成一人死亡，50多人受傷，一人失蹤。約76萬戶的電力中斷，農業損失超過一億新台幣。約76萬戶的電力中斷，農業損失超過一億新台幣。它在福建亦造成嚴重災害，導致最少有60人死亡，20多人失蹤，約54萬人需要撤離。另外，約5400間房屋被損毀，經濟損失逾12億人民幣。

### 颱風鴻雁（Kirogi）
PAGASA:Nando
10月10日在硫黃島之西南偏西約720公里處展成為一個熱帶低氣壓，並大致向西南移動。它於翌日增強成為颱風，然後緩慢地向西北偏北前進。10月15日，鴻雁再度轉向，採取東北路徑移動。它於10月19日清晨在本州和小笠原群島之間的海面減弱為熱帶風暴，隨後變成溫帶氣旋。

### 颱風啟德（Kai-tak）
熱帶低氣壓啟德在10月28日於南沙島以北約280公里的南海上形成。它大致向西北移動，並於10月30日達到颱風強度。啟德於11月2日在越南河靜省奇英縣登陸，當晚在越南北部消散。
啟德吹襲越南期間，造成20多人死亡，14人受傷，損毀近7500間房屋。

### 熱帶風暴天秤（Tembin）
PAGASA:Ondoy
11月7日於雅蒲島以北約250公里的太平洋上發展成一個熱帶低氣壓，並大致向西北偏西移動。它於11月10日早上增強為一熱帶風暴，傍晚在呂宋東岸登陸，翌日在南海消散。

### 強烈熱帶風暴布拉萬（Bolaven）
PAGASA:Pepeng
一個熱帶低氣壓在11月14日於馬尼拉之東南約960公里處形成。隨後數天，它迂迴曲折地向北移動，並於11月17日增強為強烈熱帶風暴。布拉萬在11月18日採取西北偏西路徑移動，翌日轉向西北推進。其後布拉萬逐漸減弱，並於11月20日在呂宋以東海面消散。

## 未被國際命名的熱帶氣旋
除了被日本氣象廳命名的熱帶氣旋外，還有一些沒被命名的熱帶低氣壓和被聯合颱風警報中心認為是熱帶風暴的熱帶氣旋。以下列出那些熱帶氣旋的資料。

### 熱帶低氣壓
PAGASA:Crising
PAGASA:Emong

### 熱帶低氣壓20W
一個熱帶低氣壓於10月7日下午在峴港之東北偏東約120公里的南海形成。它向西移動，翌日清晨橫過越南中部後消散。

### 熱帶風暴25W
PAGASA:Quedan
一個熱帶低氣壓在12月19日於南沙島西南偏西約340公里處形成，並大致向西北推進。它於翌日早上轉向西南移動，並於當天下午在越南以南海面消散。

## 熱帶氣旋名單
西北太平洋的熱帶氣旋是由日本氣象廳東京颱風中心命名。當該熱帶氣旋被日本氣象廳升格了為熱帶風暴後，就會使用下列名單中的名字。名字是根據以下名單而定，不按年度劃分。風暴名字是由世界氣象組織颱風小組的成員提供，14個成員國和地區各自提交10個名稱，並以該國英文名稱按字母順序排列。本年未用名稱以灰色字表示，黑體字表示今年已經使用過。2005年的風暴名稱可能會與2000年的部分風暴名稱相同。
| 提供國家／地區 | 名稱        | 名稱   | 名稱   | 名稱   | 名稱        |
| -------------- | ----------- | ------ | ------ | ------ | ----------- |
| 柬埔寨         | 丹瑞 0518   | 康妮   | 娜基莉 | 科羅旺 | 莎莉嘉      |
| 中國           | 龍王 0519   | 玉兔   | 風神   | 杜鵑   | 海馬        |
| 北韓           | 鴻雁 0520   | 桃芝   | 海鷗   | 鸣蝉   | 米雷        |
| 香港           | 啟德 0521   | 萬宜   | 鳳凰   | 彩雲   | 馬鞍        |
| 日本           | 天秤 0522   | 天兔   | 北冕   | 巨爵   | 蝎虎        |
| 老撾           | 布拉萬 0523 | 帕布   | 巴蓬   | 凱薩娜 | 洛坦        |
| 中國澳門       | 珍珠        | 蝴蝶   | 黃蜂   | 芭瑪   | 梅花        |
| 馬來西亞       | 杰拉華      | 聖帕   | 鸚鵡   | 茉莉   | 苗柏        |
| 密克罗尼西亚   | 艾雲尼      | 菲特   | 森拉克 | 尼伯特 | 南瑪都      |
| 菲律賓         | 碧利斯      | 丹娜絲 | 黑格比 | 盧碧   | 塔拉斯      |
| 南韓           | 格美        | 百合   | 薔薇   | 苏特   | 奧鹿        |
| 泰國           | 派比安      | 韋帕   | 米克拉 | 妮妲   | 玫瑰 0501   |
| 美國           | 瑪莉亞      | 范斯高 | 海高斯 | 奧麥斯 | 洛克 0502   |
| 越南           | 桑美        | 利奇馬 | 巴威   | 康森   | 桑卡 0503   |
| 柬埔寨         | 寶霞        | 羅莎   | 美莎克 | 燦都   | 納沙 0504   |
| 中國           | 悟空        | 海燕   | 海神   | 電母   | 海棠 0505   |
| 北韓           | 清松        | 楊柳   | 紅霞   | 蒲公英 | 尼格 0506   |
| 香港           | 珊珊        | 玲玲   | 欣欣   | 婷婷   | 榕樹 0507   |
| 日本           | 摩羯        | 劍魚   | 鯨魚   | 圓規   | 天鷹 0508   |
| 老撾           | 象神        | 法茜   | 燦鴻   | 南川   | 麥莎 0509   |
| 中國澳門       | 貝碧嘉      | 琵琶   | 蓮花   | 瑪瑙   | 珊瑚 0510   |
| 馬來西亞       | 溫比亞      | 塔巴   | 浪卡   | 莫蘭蒂 | 瑪娃 0511   |
| 密克罗尼西亚   | 蘇力        | 米娜   | 蘇廸羅 | 云娜   | 古超 0512   |
| 菲律賓         | 西馬侖      | 海貝思 | 莫拉菲 | 馬勒卡 | 泰利 0513   |
| 南韓           | 飛燕        | 浣熊   | 天鹅   | 鮎魚   | 彩蝶 0514   |
| 泰國           | 榴莲        | 威馬遜 | 莫拉克 | 暹芭   | 卡努 0515   |
| 美國           | 尤特        | 麥德姆 | 艾濤   | 艾利   | 韋森特 0516 |
| 越南           | 潭美        | 夏浪   | 環高   | 桑達   | 蘇拉 0517   |

### 菲律賓熱帶氣旋命名法

當熱帶氣旋在藍色框內，便會給名字。

菲律宾大气地球物理和天文管理局（英語：PAGASA）使用自己一套命名法，作於該國風暴責任範圍內的熱帶氣旋命名之用。與日本氣象廳不同，只要該熱帶氣旋會很間接地吹襲菲律賓或會影響周邊國家的話（不論強度高低），就會使用以下之熱帶氣旋名字。名單每四年循環再用，因此本年名單與2001年太平洋颱風季的名單相同。本年未用名稱以灰色字表示，黑體字表示今年已經使用過。
- Auring 0502
- Bising 0503
- Crising
- Dante 0504
- Emong
- Feria 0505
- Gorio 0509
- Huaning 0510
- Isang 0513
- Jolina 0514
- Kiko 0515
- Labuyo 0518
- Maring 0519
- Nando 0520
- Ondoy 0522
- Pepeng 0523
- Quedan 25W
- Ramil（未用）
- Santi（未用）
- Tino（未用）
- Undang（未用）
- Vinta（未用）
- Wilma（未用）
- Yolanda（未用）
- Zoraida（未用）
- Alamid（未用）
- Bruno（未用）
- Conching（未用）
- Dolor（未用）
- Ernie（未用）
- Florante（未用）
- Gerardo（未用）
- Hernan（未用）
- Isko（未用）
- Jerome（未用）

## 內部連結
- 2005年大西洋颶風季
- 2005年太平洋颶風季
- 2005年北印度洋氣旋季
- 2004－2005年西南印度洋熱帶氣旋季
- 2004－2005年澳洲地區熱帶氣旋季
- 2004－2005年南太平洋熱帶氣旋季
- 2005－2006年西南印度洋熱帶氣旋季
- 2005－2006年澳洲地區熱帶氣旋季
- 2005－2006年南太平洋熱帶氣旋季

## 外部連結
- 聯合颱風警報中心
- 中央氣象台-颱風實時路徑顯示
- 日本氣象廳熱帶氣旋資訊（页面存档备份，存于）
- 菲律賓大氣地理天文部門熱帶氣旋資訊
- 中央氣象局全球資訊網（页面存档备份，存于）
- 香港天文台熱帶氣旋資訊（页面存档备份，存于）
- 澳門地球物理暨氣象局熱帶氣旋資訊（页面存档备份，存于）
- 熱帶氣旋衛星影像（页面存档备份，存于）
- 數位颱風—熱帶氣旋資料及圖片（页面存档备份，存于）